# Václav Morávek (generale)
Václav Morávek (Kolín, 8 agosto 1904 – Praga, 21 marzo 1942) è stato un generale e partigiano cecoslovacco.
Ufficiale dell'esercito cecoslovacco, insieme a Josef Balabán e Josef Mašín, fu uno dei capi del celebre gruppo partigiano Tři králové (Tre Re).
Morávek morì nel 1942 in uno scontro a fuoco con la Gestapo. Dopo la guerra, fu promosso generale di brigata in memoriam.

## Biografia
Morávek frequentò il ginnasio a Kolín dal 1915 al 1923. Una volta conseguito il diploma, si arruolò volontario nell'esercito e prestò servizio a Terezín. Frequentò l'accademia militare di due anni a Hranice na Moravě e poi prestò servizio nell'artiglieria a Olomouc. Prima dell'occupazione della Cecoslovacchia, raggiunse il grado di capitano di stato maggiore e comandò una batteria.
Subito dopo l'occupazione tedesca della Cecoslovacchia, tentò invano di fuggire in Polonia. Si recò quindi a Kolín, dove fu poi smobilitato dall'esercito. 
Insieme ad altri ex ufficiali dell'esercito cecoslovacco, partecipò alla costruzione dell'organizzazione regionale dell'organizzazione partigiana Obrana národa. La divisione Kolín era chiamata "Pribina". Tuttavia, nell'estate del 1939 Morávek fu trasferito a Praga e assegnato allo staff della divisione presso il Comando provinciale della Boemia come ufficiale dell'intelligence. Nell'autunno del 1939, incontrò a Praga il tenente colonnello Josef Balabán e il tenente colonnello Josef Mašín, con i quali formò un gruppo speciale, in seguito noto come i Tre Re. Il gruppo raccoglieva una serie di informazioni da tutti gli ambiti della vita del Protettorato, che valutava e inviava all'estero (inizialmente per corriere, poi esclusivamente via radio). Nella primavera del 1940, Morávek fu costretto a entrare in clandestinità perché la Gestapo si era messa sulle sue tracce.
Dalla fine della primavera del 1940, su richiesta del colonnello František Moravec, capo del Secondo Dipartimento del Ministero della Difesa Nazionale a Londra, si lavorò intensamente per ristabilire i contatti con Paul Thümmel, noto come agente A-54. Su raccomandazione di Balabán, Morávek divenne il collegamento, in particolare per la sua eccellente conoscenza del tedesco. I contatti furono stabiliti nell'estate del 1940 e durarono, con alcune interruzioni, fino al marzo 1942.
Le comunicazioni con Londra erano gestite dalle radio Sparta I e Sparta II, e in seguito per un breve periodo da Libuše.
Le attività dei Tre Re comprendevano il posizionamento di esplosivi sulle locomotive dirette in Germania o in Italia, sui cumuli di carbone vicino alle caserme e in un'occasione vicino al palazzo di Petschek. Appiccarono anche incendi e misero bombe in alcune fabbriche belliche. L'azione diversiva più famosa fu l'esplosione di una bomba alla stazione di Anhalt a Berlino per distruggere il treno sul quale viaggiava Heinrich Himmler nel dicembre 1940. Tuttavia, il treno ebbe un guasto e fu dirottato su un'altra stazione.
Morávek partecipò anche alla liquidazione segreta di diverse spie naziste, alla quale collaborò anche Thümmel. Morávek era un eccellente tiratore (prima della guerra era campione dell'esercito cecoslovacco nel tiro con la pistola) e portava con sé ovunque due pistole e diversi caricatori. Poiché era anche un cristiano profondamente religioso, portava sempre con sé una Bibbia tascabile.
Morávek si segnalò tra i Tre Re per il suo estremo coraggio. Recapitava regolarmente la rivista clandestina V boj al quartier generale della Gestapo a Praga, e non esitava a frequentare, sotto mentite spoglie, la birreria preferita di Oskar Fleischer, il capo del gruppo incaricato di catturarlo.
Tutti e tre i membri dei Tre Re, ma soprattutto Morávek, erano soliti vestirsi con abiti tradizionali tedeschi e ad esibire simboli del Partito Nazionalsocialista Tedesco dei Lavoratori (NSDAP). Avevano un proprio sarto, il signor Cabicar, che cuciva e teneva un guardaroba appositamente preparato per loro.
A cavallo tra il 1940 e il 1941, Morávek creò la stazione radio di Sparta II insieme a Balabán e Mašín, mentre il suo compagno di lotta František Peltán si occupò del collegamento con Londra.
Poco tempo dopo, la Gestapo riuscì a identificare e arrestare vari membri del gruppo. Balabán fu arrestato il 22 aprile 1941 e il 13 maggio 1941 una squadra di rastrellatori della Gestapo sparò e arrestò Mašín in una casa sicura da cui Morávek, Mašín e Peltán stavano trasmettendo via radio a Londra. Morávek, che riuscì a fuggire (con Peltán) da una finestra del terzo piano, riuscì poi a ristabilire i contatti con il governo in esilio e mantenne i contatti con Thümmel. Si adoperò presso il governo di Londra per lo scambio di prigionieri dei suoi due compagni arrestati. Nonostante i tentativi delle autorità governative ceche, i tedeschi opposero un netto rifiuto. Ben presto fu sempre più tagliato fuori dai suoi contatti a causa dei continui arresti da parte dei tedeschi che fecero terra bruciata attorno a lui. Morávek entrò così in contatto i gruppi di resistenza Kapitán Nemo e Jindra, nascondendosi in diversi luoghi e sfuggendo a diversi arresti.
Nell'ottobre 1941, la Gestapo scoprì la radio Sparta I e attraverso di essa si mise sulle tracce dell'agente A-54. Poco dopo, Thümmel fu arrestato per la prima volta per sospetti legami con la Resistenza. Fu attraverso lui che le forze tedesche riuscirono a mettersi sulle tracce di Morávek, ormai tagliato fuori dalle strutture ufficiali della Resistenza, e a stringere il cerchio attorno a lui.
Il 21 marzo 1942 fu arrestato dalla Gestapo nel quartiere praghese di Hradčany. Tentò di liberare con le armi in pugno il suo compagno di lotta Václav Řehák, ma fu ucciso dalla Gestapo. Secondo alcuni resoconti, Thümmel lo avvertì poco prima dell'azione pianificata contro di lui. Fu l'unico membro del gruppo dei Tre Re che la Gestapo non riuscì ad arrestare vivo.
Dopo la liberazione del Paese, Morávek fu promosso tenente colonnello e nel 2005 generale di brigata in memoriam.

## Filmografia
Nel film del 2017 L'uomo dal cuore di ferro Morávek è interpretato da Gilles Lellouche.

## Omaggi
Un monumento in memoria di Morávek fu scoperto nel 1946 presso il luogo in cui fu ucciso dalla Gestapo. Una targa è stata affissa anche sulla sua casa natale a Kolín. Altre due targhe dedicate a Morávek si trovano a Praga, mentre nel 2017 ne è stata scoperta una ad Olomuc.